# Ela Peroci
Ela Peroci (Rogaška Slatina, 11. veljače 1922. – Ljubljana, 18. studenoga 2001.) je bila slovenska pedagoginja i novinarka, a najpoznatija je kao dječja spisateljica. Djela su joj prevedena i na hrvatski jezik. 
Gimnaziju i učiteljsku školu završila je u Ljubljani. Prvotno je radila kao učiteljica po Sloveniji, a potom kao novinarka u "Pioniru", "Cicibanu", "Mladem svetu" i na Radio-Ljubljani.
Njeno legendarno djelo je "Maca papučarica" (u slovenskom izvorniku: "Muca copatarica"), uz koje svakako valja navesti i ilustracije Ančke Gošnik-Godec.

## Djela (izbor)
(Naslovi su navedeni na hrvatskom jeziku)
- Maca papučarica
- Djeco, laku noć
- Zvončići zvone
- Moj kišobrančić, moj balončić
- Suncobran balončić i druge priče

## Nagrade
- Levstikova nagrada 1955. i 1956.
- Prešernova nagrada 1971.

## Vanjske poveznice
- Članak u "Dnevnoj Mladini" od 19. stu 2001.  Arhivirana inačica izvorne stranice od 30. studenoga 2007. (Wayback Machine) Umrla pisateljica Ela Peroci (na slovenskom)